# پادشاه نیویورک
پادشاه نیویورک (انگلیسی: King of New York) فیلمی در ژانر جنایی به کارگردانی ایبل فرارا است که در سال ۱۹۹۰ منتشر شد.

## داستان
«فرانک وایت» (واکن)، سردستهٔ یک باند قاچاقچی مواد مخدر به تازگی از زندان آزاد شده‌است. «فرانک» که به واسطهٔ فساد و انحطاط جامعه، به مرد ثروتمندی تبدیل شده، تصمیم می‌گیرد دینش را به شهر ادا کند و تصمیم می‌گیرد یک بیمارستان عمومی چندین میلیون دلاری در یکی از فلاکت بارترین محله‌های بروکلین احداث کند.

## بازیگران
- کریستوفر واکن - فرانک وایت
- لارنس فیشبرن - جیمی جامپ
- دیوید کاروسو - دنیس گیلی
- وسلی اسنایپس توماس فلنیگان
- ویکتور آرگو - روی بیشاپ
- جیانکارلو اسپوزیتو - لنس
- استیو بوشمی - تست توب
- تریسا رندل - ری
- اریکا گیمپل - دکتر شوت